# Тайки
Тайки́ — село в Україні, в Звягельському районі Житомирської області. Населення становить 513 осіб. Входить до складу Ємільчинської селищної громади.

## Географія
Межує на півночі з Просікою, на північному сході з Покощевим, на південному сході з Сербами, на південному заході зі Старим Хмериним, на заході з Великою Цвілею. Через село протікає річка Гать, права притока Случі.

## Історія
Перша згадка про село припадає на 1866 рік.
У 1906 році село Сербівської волості Новоград-Волинського повіту Волинської губернії. Відстань від повітового міста 32 версти, від волості 5. Дворів 118, мешканців 864.